# 钱杜尔巴扎尔
钱杜尔巴扎尔（Chandurbazar），是印度马哈拉施特拉邦Amravati县的一个城镇。总人口17635（2001年）。

## 人口
该地2001年总人口17635人，其中男性8974人，女性8661人；0—6岁人口2263人，其中男1136人，女1127人；识字率78.85%，其中男性为82.64%，女性为74.92%。